# Kraina karpacko-sudecka

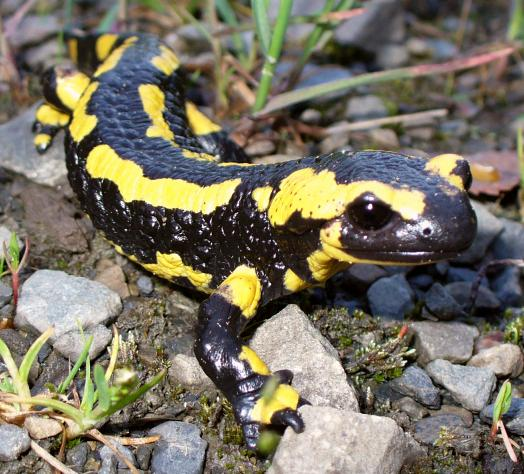
salamandra plamista – typowy płaz krainy sudecko-karpackiej

Kraina karpacko-sudecka – kraina zoogeograficzna w południowej Polsce, należąca do prowincji europejsko-zachodniosyberyjskiej wchodzącej w skład Palearktyki.
Kraina karpacko-sudecka ma charakter górzysty i z dużej mierze jest pokryta lasami. W faunie tego obszaru występuje wiele gatunków pochodzenia północnego. Typowymi gatunkami są m.in. ssaki: jeleń, sarna, dzik, kuna leśna, ryjówka górska, koszatka leśna itd., a z ptaków np.: orzechówka, dzięcioł trójpalczasty, drozd obrożny. Płazy są reprezentowane m.in. przez: traszki: górską i traszka karpacka, salamandrę plamistą, kumaka górskiego i inne.